# ジョン・J・サリバン
ジョン・J・サリバン（John Joseph Sullivan, 1959年-）は、アメリカ合衆国の法律家、政治家、外交官。

## 国務副長官として
マサチューセッツ州ボストン出身。ブッシュ政権下で国防総省の次席法務顧問、商務副長官を務めた。2017年5月にトーマス・A・シャノン・ジュニアの後任として国務副長官に就任した。
2017年10月16日 - 韓国で開催される日米韓3カ国の会合への出席に先立ち訪日。河野太郎外務大臣と北朝鮮情勢などについて会談を行った。
2018年11月12日 - マイク・ペンス副大統領に同行して訪日。
2019年3月 - レックス・ティラーソン国務長官の退任に伴い、国務長官の職務を代行。
2019年3月16日 - 訪米した河野太郎外務大臣と北朝鮮情勢、沖縄県の基地負担の軽減、鉄鋼などの輸入制限措置の緩和などについて会談。
2019年4月5日 - フランスで開催されたG7外相会議にマイク・ポンペオ国務長官の代理として出席。外国からの介入に対する民主主義の保護について議論した。
2019年5月 - イスラエルを訪問。アメリカがエルサレムに新たに設置した大使館の開館にスケジュールを合わせた訪問で、イヴァンカ・トランプ大統領補佐官、イヴァンカの夫のジャレッド・クシュナー大統領上級顧問、スティーブン・ムニューシン財務長官も同行した。
2019年6月30日 - モロッコを訪問。モロッコが提案している西サハラに自治権を付与する案への支持を表明した。
2019年8月20日 - ドナルド・トランプ大統領は会見で、ハンツマン在ロシア大使の後任にサリバンを当てる考えを表明。サリバンについて非常によくやっていると評価したほか、ポンペオ国務長官の後押しがあったことも示唆している。
2019年9月23日 - ドナルド・トランプ大統領は、国連総会に合わせて開かれた宗教に関する会合に出席、中国におけるイスラム教徒の迫害を終わらせるよう呼び掛けた。これを受けて翌24日、サリバンは「新疆の人権危機」に関する会合を主催した。会合の中でサリバンは、「生還者が次々と国家による抑圧の恐怖を証言している状況で、（国連と加盟国には）非常に大きな責任がある」として中国を批判した。